# Gir espacial
L'anomenat gir espacial, des de finals de la dècada de 1980, presenta un canvi de paradigma en les ciències culturals i socials. Es refereix al lloc, l'hàbitat o a l'espai geogràfic com una nova percepció de la dimensió cultural. El paradigma arrela en el fet que no només el temps és el centre de la recerca dels estudis culturals, com va ocórrer a la modernitat, sinó que l'espai és tant o més important i significatiu.
El terme "gir espacial" va ser creat pel geògraf Edward W. Soja en el seu llibre Thirdspace (1996).